# كايل إبيسليو
كايل إبيسليو (بالهولندية: Kyle Ebecilio)‏ (17 فبراير 1994 بروتردام في هولندا - ) هو لاعب كرة قدم هولندي في مركز الوسط. شارك مع منتخب هولندا تحت 17 سنة لكرة القدم ومنتخب هولندا تحت 19 سنة لكرة القدم ومنتخب هولندا تحت 21 سنة لكرة القدم. أما مع النوادي، فقد لعب مع أدو دين هاغ وتفينتي أنشخيدة ونادي أرسنال ونوتينغهام فورست.

## وصلات خارجية
- كايل إبيسليو على موقع الاتحاد الأوربي (الإنجليزية)
- كايل إبيسليو على موقع قاعدة بيانات كرة القدم.إي يو (الإنجليزية)
- كايل إبيسليو على موقع Soccerbase.com (لاعب) (الإنجليزية)
- كايل إبيسليو على موقع Soccerway.com (الإنجليزية)
- كايل إبيسليو على موقع عالم كرة القدم.نت (الإنجليزية)
- كايل إبيسليو على موقع AS.com (الإسبانية)